# U.S. Route 65
U.S. Route 65 is een zuid-noord United States Highway en loopt van het kruispunt met de U.S. Route 425 in Clayton, Louisiana naar het knooppunt met de Interstate 35 ten zuiden van Albert Lea in Minnesota over een lengte van meer dan 1.600 km.
Bij de creatie van het traject van de highway in 1926 liep de weg van Vidalia in Louisiana tot St. Paul in Minnesota. Het huidige traject dateert van 1980 toen het noordelijkste gedeelte, dat samenliep met het traject van de I-35 in Minnesota, werd gedeclasseerd en geen deel meer uitmaakte van US 65. In Louisiana werden de laatste kilometers tot de brug over de Mississippi tussen Vidalia en Natchez toegewezen aan het traject van de US 425.
In 2015 volgde Tom Waes voor zijn reisprogramma Reizen Waes de route van deze historische weg.

## Staten
De staten waar de weg door heen loopt zijn:
- Louisiana
- Arkansas
- Missouri
- Iowa
- Minnesota

## Voetnoten
1. 1 2  Droz, Robert V. U.S. Highways : From US 1 to (US 830). URL accessed 17:46, 10 April 2015 (UTC).

1 ·
2 ·
3 ·
4 ·
5 ·
6 ·
7 ·
8 ·
9 ·
10 ·
11 ·
12 ·
13 ·
14 ·
15 ·
16 ·
17 ·
18 ·
19 ·
20 ·
21 ·
22 ·
23 ·
24 ·
25 ·
26 ·
27 ·
28 ·
29 ·
30 ·
31 ·
32 ·
33 ·
34 ·
35 ·
36 ·
37 ·
38 ·
39 ·
40 ·
41 ·
42 ·
43 ·
44 ·
45 ·
46 ·
48 ·
49 ·
50 ·
51 ·
52 ·
53 ·
54 ·
55 ·
56 ·
57 ·
58 ·
59 ·
60 ·
61 ·
62 ·
63 ·
64 ·
65 ·
66 ·
67 ·
68 ·
69 ·
70 ·
71 ·
72 ·
73 ·
74 ·
75 ·
76 ·
77 ·
78 ·
79 ·
80 ·
81 ·
82 ·
83 ·
84 ·
85 ·
87 ·
89 ·
90 ·
91 ·
92 ·
93 ·
94 ·
95 ·
96 ·
97 ·
98 ·
99 ·
101 ·
131 ·
163 ·
199 ·
340 ·
400 ·
412 ·
425